# ورزشگاه آنتالیا
ورزشگاه آنتالیا (به ترکی استانبولی: Antalya Stadium) یک ورزشگاه فوتبال و زمین فوتبال در ترکیه است که در آنتالیا واقع شده‌است.